# Dmitri Nikolaïevitch Ouchakov
Pour l’article homonyme, voir Ouchakov.
Dmitri Nikolaïevitch Ouchakov (en russe : Дми́трий Никола́евич Ушако́в, né le 24 janvier (12) 1873, à Moscou et mort le 17 avril 1942, à Tachkent) est un linguiste russe et soviétique, un des organisateurs de la réforme russe de l'orthographe, membre-correspondant de l'Académie des sciences de l'URSS depuis 1939. Il est connu pour avoir été le principal rédacteur et co-auteur du Dictionnaire raisonné de la langue russe appelé Dictionnaire Ouchakov.

## Biographie
Il est le fils d'un oculiste dénommé Nikolaï Vasilievitch Ouchakov (1837-1874) et de son épouse Anna Dimitrievna.
 
Après avoir reçu une première formation à la maison de son grand-père qui était prêtre, en 1882, il entre dans la classe préparatoire du gymnase à Moscou. En 1889, il est en septième année au gymnase no 5 de Moscou. En 1891, on note sur son bulletin scolaire: « Au cours de sa formation à l'école no 5 de Moscou son comportement a été excellent, aussi bien pour la ponctualité au cours de cuisine que lors des leçons de travaux écrits où il fait preuve d'une très méritante curiosité ».
En 1895, il termine le cursus de la faculté de philologie et d'histoire de l'Université de Moscou. Il donne ensuite cours dans l'enseignement moyen. Ce n'est qu'en 1900-1901 qu'il obtient une maîtrise en présentant deux mémoires sur les thèmes : l'un Principales orientations de l'étude de l'épopée du peuple russe, et l'autre Le dialecte de Moscou comme base littéraire de la langue russe. Le directeur de thèse est Filipp Fortunatov.
De 1907 à 1930, Ouchakov enseigne à la faculté de langue russe de l'Université de Moscou. Mais également à l'Institut d'étude supérieur pédagogique pour femmes (1907-1918), et à l'Institut moscovite d'enseignement supérieur pour femmes (1909-1919), au cours supérieurs pour femmes de Varvara Poltoratskaïa (1910-1919), à l'École militaire (1919-1922), à l'Institut de littérature Briousov (1924-1925), à l'Institut national du vocabulaire (1920-1925), à l'Institut de rédaction et d'édition OGIZ (1932-1933).
En 1903, il devient un des organisateurs de la Commission dialectale de Moscou et le rédacteur principal de son édition. Après la mort de Fiodor Korsch (ru), il devient président de la commission jusqu'à la liquidation de celle-ci en 1931. De 1934 à 1941 il dirige la faculté de langue de l'Institut de philosophie, littérature et histoire de Moscou (établissement d'enseignement supérieur séparé de l'Université d’État de Moscou en 1931 et réintégré par ce dernier en 1941).
Dmitri Ouchakov, durant la Grande guerre patriotique, participe à l'évacuation de Tachkent où il meurt le 17 avril 1942 et est inhumé au cimetière Botkine.

## Dictionnaire Ouchakov
À l'époque de ses travaux sur son dictionnaire, Ouchakov fait connaître ses autres travaux sur la linguistique, la dialectologie, l'orthographe, l'orthoépie, la lexicographie et l'histoire de la langue russe. Dans son ouvrage de 1911 intitulé Orthographe russe, il analyse la correspondance entre l'orthographe et la prononciation de la langue littéraire russe. Par ses travaux, il est le premier à écrire de la réforme indispensable de l'orthographe russe, et en 1917-1918, il devient un participant actif de la réforme de l'orthographe russe de 1918.
Les évènements de Russie qui se sont déroulés durant les deux premières décennies du XXe siècle et en particulier la Révolution d'Octobre et la transformation sociale révolutionnaire qui l'accompagne ont modifié de manière significative le vocabulaire de la langue russe. Dès le début des années 1920 il commence à travailler à son dictionnaire raisonné de la langue russe. Dmitri Ouchakov en est le créateur et le rédacteur principal.
Les quatre tomes du Dictionnaire Ouchakov sont sortis de 1935 à 1940. Ce dictionnaire a comblé une lacune dans la description du développement de la langue russe du XXe siècle. Ce dictionnaire, estiment les spécialistes, doit être rangé parmi ceux sans lesquelles l'image de la langue russe serait incomplète pour le XIXe siècle et le XXe siècle. Le dictionnaire Ouchakov contient plus de 90 000 articles sur des mots et est conçu pour un large éventail de lecteurs.

## Œuvres
- Orthographe russe, 1911
- Courte introduction à la science de la langue, 1913 (9 éditions du vivant de l'auteur) — vulgarisation dans les écoles
- Essai de dialectologie russe (co-auteur avec Nikolaï Dournovo et Nikolaï Sokolov
- Dictionnaire orthographique de la langue russe (plus de 30 éditions)

## Enregistrements audio
- Ушаков Д. Н. D Ouchkov : De la prononciation à Moscou /О московском произношении. // La voix des philologues nationaux résonne /Незабытые голоса России: Звучат голоса отечественных филологов. Вып. I. — М.: Языки славянских культур, 2009. — С. 189—196.  (ISBN 978-5-9551-0327-3) Запись лекции, прочитанной в 1940 г. Conservé à la phonothèque de Institut de langue russe Vinogradov.